# Joan Robinson
Joan Robinson (all'anagrafe Joan Violet Maurice; Surrey, 31 ottobre 1903 – Cambridge, 5 agosto 1983) è stata un'economista inglese di orientamento post-keynesiano.

## Biografia
Fece studi di economia al Girton College di Cambridge e fu lì che conobbe Maurice Dobb, membro del Partito Comunista Britannico. Dopo la laurea nel 1925 sposò l'economista Austin Robinson. Nel 1937 cominciò a insegnare Economia alla Università di Cambridge. Venne eletta alla British Academy nel 1958 e divenne fellow del Newnham College nel 1962. Nel 1965 ottenne la nomina a full professor e fellow del Girton College. Nel 1979, quattro anni prima della morte, fu la prima donna ad essere nominata honorary fellow del King's College.

## Contributi alla teoria economica
Divenne membro della "Scuola di Cambridge" e come tale la Robinson contribuì alla promozione e alla divulgazione dell'opera di Keynes, specialmente delle sue implicazioni sulla teoria della disoccupazione nel 1936 e nel 1937 (Keynes cercava di spiegare le dinamiche dell'occupazione nel corso della Grande Depressione). La Robinson nel 1933 con il libro The Economics of Imperfect Competition, coniò il termine monopsony, che è in uso ancora oggi come reciproco del termine "monopolio" per indicare il cosiddetto "monopolio del compratore". Questo concetto venne utilizzato dalla Robinson per descrivere la condizione del datore di lavoro che può pagare salari inferiori alla produttività marginale del lavoratore.
Nel 1942 con il saggio An Essay on Marxian Economics la Robinson approfondì il pensiero di Karl Marx come economista, contribuendo a riaccendere il dibattito su questo aspetto del filosofo di Treviri. Durante la seconda guerra mondiale Joan Robinson lavorò in varie commissione del governo britannico e poté visitare sia l'Unione Sovietica che la Cina. Nel 1956 Robinson pubblicò la sua opera più importanteThe Accumulation of Capital, con la quale cercava di estendere il modello keynesiano al lungo periodo. Lo stesso argomento venne poi trattato nel 1962 con Essays in the Theory of Economic Growth, e dopo queste due opere assieme Nicholas Kaldor contribuì allo sviluppo della cosiddetta teoria della crescita di Cambridge. Nel corso degli anni 1960 Joan Robinson fu una degli studiosi che parteciparono alla controversia sul capitale di Cambridge assieme a Piero Sraffa.

## Ascendenza
|                             |                           |                                  | Genitori              |  |  | Nonni |  |  | Bisnonni                     |  |  | Trisnonni           |  |
|                             |                           |                                  |                       |  |  |       |  |  | 8. Frederick Denison Maurice |  |  | 16. Michael Maurice |  |
|                             |                           |                                  |                       |  |  |       |  |  | 8. Frederick Denison Maurice |  |  | 16. Michael Maurice |  |
|                             |                           | 17. Priscilla Hurry              |                       |  |  |       |  |  | 8. Frederick Denison Maurice |  |  |                     |  |
| 4. John Frederick Maurice   |                           |                                  |                       |  |  |       |  |  | 8. Frederick Denison Maurice |  |  |                     |  |
|                             |                           | 9. Anna Eleanor Barton           | 18. Charles Barton    |  |  |       |  |  |                              |  |  |                     |  |
|                             |                           | 9. Anna Eleanor Barton           | 18. Charles Barton    |  |  |       |  |  |                              |  |  |                     |  |
|                             |                           | 9. Anna Eleanor Barton           | 19. Susannah Johnston |  |  |       |  |  |                              |  |  |                     |  |
| 2. Frederick Barton Maurice |                           | 9. Anna Eleanor Barton           |                       |  |  |       |  |  |                              |  |  |                     |  |
|                             |                           | 10. Richard Augustine FitzGerald | …                     |  |  |       |  |  |                              |  |  |                     |  |
|                             |                           | 10. Richard Augustine FitzGerald | …                     |  |  |       |  |  |                              |  |  |                     |  |
|                             |                           | 10. Richard Augustine FitzGerald | …                     |  |  |       |  |  |                              |  |  |                     |  |
| 5. Anne Frances Fitzgerald  |                           | 10. Richard Augustine FitzGerald |                       |  |  |       |  |  |                              |  |  |                     |  |
|                             |                           | …                                | …                     |  |  |       |  |  |                              |  |  |                     |  |
|                             |                           | …                                | …                     |  |  |       |  |  |                              |  |  |                     |  |
|                             |                           | …                                | …                     |  |  |       |  |  |                              |  |  |                     |  |
| 1. Joan Robinson            |                           | …                                |                       |  |  |       |  |  |                              |  |  |                     |  |
|                             | 12. Edward Brunning Marsh | …                                |                       |  |  |       |  |  |                              |  |  |                     |  |
|                             | 12. Edward Brunning Marsh | …                                |                       |  |  |       |  |  |                              |  |  |                     |  |
|                             | 12. Edward Brunning Marsh | …                                |                       |  |  |       |  |  |                              |  |  |                     |  |
| 6. Frederick Howard Marsh   | 12. Edward Brunning Marsh |                                  |                       |  |  |       |  |  |                              |  |  |                     |  |
|                             |                           | 13. Maria Haward                 | …                     |  |  |       |  |  |                              |  |  |                     |  |
|                             |                           | 13. Maria Haward                 | …                     |  |  |       |  |  |                              |  |  |                     |  |
|                             |                           | 13. Maria Haward                 | …                     |  |  |       |  |  |                              |  |  |                     |  |
| 3. Margaret Helen Marsh     |                           | 13. Maria Haward                 |                       |  |  |       |  |  |                              |  |  |                     |  |
|                             |                           | 14. Spencer Perceval             | 28. Spencer Perceval  |  |  |       |  |  |                              |  |  |                     |  |
|                             |                           | 14. Spencer Perceval             | 28. Spencer Perceval  |  |  |       |  |  |                              |  |  |                     |  |
|                             |                           | 14. Spencer Perceval             | 29. Jane Wilson       |  |  |       |  |  |                              |  |  |                     |  |
| 7. Jane Perceval            |                           | 14. Spencer Perceval             |                       |  |  |       |  |  |                              |  |  |                     |  |
|                             |                           | 15. Anna Eliza Macleod           | 30. Norman MacLeod    |  |  |       |  |  |                              |  |  |                     |  |
|                             |                           | 15. Anna Eliza Macleod           | 30. Norman MacLeod    |  |  |       |  |  |                              |  |  |                     |  |
|                             |                           | 15. Anna Eliza Macleod           | 31. Sarah Stackhouse  |  |  |       |  |  |                              |  |  |                     |  |
|                             |                           | 15. Anna Eliza Macleod           |                       |  |  |       |  |  |                              |  |  |                     |  |

## Opere
- Marx e la scienza economica, La Nuova Italia, 1951;
- L'accumulazione del capitale, Edizioni di Comunità, 1961;
- Economic philosophy, Watts, 1962;
- Aspetti politici della piena occupazione, antologia di scritti dell'autrice e di Michał Kalecki e Paul Alexander Baran, Celuc, 1975;